# Pulumsibac
Pulumsibac är en ort i Mexiko.   Den ligger i kommunen Mitontic och delstaten Chiapas, i den sydöstra delen av landet, 800 km öster om huvudstaden Mexico City. Pulumsibac ligger 1 928 meter över havet och antalet invånare är 585.
Terrängen runt Pulumsibac är bergig. Runt Pulumsibac är det tätbefolkat, med 319 invånare per kvadratkilometer. Närmaste större samhälle är Cancuc, 6,7 km nordost om Pulumsibac. I omgivningarna runt Pulumsibac växer i huvudsak städsegrön lövskog.